# Austrolebias schreitmuelleri
 Austrolebias schreitmuelleri és un peix de la família dels rivúlids i de l'ordre dels ciprinodontiformes.